# Uli Gutscher
Ulrich „Uli“ Gutscher (* 4. März 1955 in Markgröningen) ist ein deutscher Musiker (Posaunist, Pianist) des Modern Jazz.

## Leben
Gutscher studierte von 1976 bis 1982 an der Musikhochschule Stuttgart klassische Musik mit dem Leistungsfach Klavier. Bereits in dieser Zeit arbeitete er in der Big Band von Erwin Lehn; später war er auch für Paul Kuhn tätig. Weiterhin spielte er mit Musikern wie Bobby Burgess, der Fusionband RE (1985), Charly Antolini („Wow“, 1987), Frédéric Rabold, Joe Gallardo, Bernd Konrad, Dusko Goykovich, Chaka Khan, Hans Fickelscher oder Hermann Breuer. Er leitet ein eigenes Quartett bzw. Quintett und gastierte auf den Festivals von Murcia, Wien, Paris und Burghausen. Daneben ist er auch im Duo mit dem Gitarristen Werner Acker aktiv. Auch wirkt er als Posaunist bei den Stuttgarter Salonikern mit.
Seit 1983 ist Gutscher an der Stuttgarter Musikhochschule Leiter des Studiengangs Verbreiterungsfach Jazz und Popularmusik für Schulmusiker. Als Dozent für Jazzposaune, Piano und Harmonielehre ist er seit 1987 auch im dortigen Diplomstudiengang tätig. Weiterhin ist er Dozent beim Landesjugendjazzorchester Baden-Württemberg.

## Diskografie
- Trombone Groove, 1989
- Uli Gutscher Quintett – Inspiration, mit Werner Acker, Thomas Krisch, Martin Schrack und Herbert Wachter. Edition Collage, 1993
- Duo Conceptions (mit Werner Acker), 2004
- Spiritual Jazz (mit Tilman Jäger), 2012
- Uli Gutscher Quintett – Abendrot, mit Werner Acker, Tilman Jäger, Thomas Krisch und Herbert Wachter. Mons Records, 2015